# 27343 Deannashea
27343 Deannashea è un asteroide della fascia principale. Scoperto nel 2000, presenta un'orbita caratterizzata da un semiasse maggiore pari a 2,3313083 UA e da un'eccentricità di 0,1736874, inclinata di 4,64054° rispetto all'eclittica.